# Radan Lenc
Radan Lenc, född 30 juli 1991 i Mladá Boleslav i Tjeckoslovakien, är en tjeckisk professionell ishockeyspelare (forward) som spelar för HV71 i SHL. Hans moderklubb är BK Mladá Boleslav.